# مجموعه اصلی مایکل جکسون
مجموعه اصلی مایکل جکسون آلبوم گردآوری شده‌است که در دو دیسک، حاوی سی هشت آهنگ موفق مایکل جکسون در ۱۹ ژوئیه ۲۰۰۵ در ایالات متحده (یک روز زودتر از بریتانیا) منتشر شد.در ۲۶ اوت ۲۰۰۸، نسخه محدود مجموعه اصلی مایکل جکسون ۳.۰ در ایالات متحده شامل ۷ آهنگ اضافه منتشر شد.
این مجموعه در سال ۲۰۰۹، فروشی نزدیک بیش از ۶ میلیون نسخه در جهان داشت.

## لیست آهنگ‌ها

### نسخه بین‌المللی
دیسک یک
1. «می خواهم برگردی» I Want You Back
2. «ای بی سی» ABC
3. «عشقی که حفظ می کنی» The Love You Save
4. «باید آنجا باشم» Got to Be There
5. «راکین رابین» Rockin' Robin
6. «Blame It on the Boogie»
7. «بدنتو تکون بده (برو پایین)» Shake Your Body (Down to the Ground)
8. «تا به اندازه کافی گیرت نیومده بس نکن» Don't Stop 'til You Get Enough
9. «جدا از بقیه» Off the Wall
10. «رقص با تو» Rock with You
11. «او از زندگیم بیرونه» She's Out of My Life
12. «می تونی حسش کنی» Can You Feel It
13. «آن دختر برای من است» The Girl Is Mine
14. «بیلی جین» Billie Jean
15. «بزن به چاک» Beat It
16. «می خوای چیزی رو شروع کنی» Wanna Be Startin' Somethin'
17. «طبیعت آدم» Human Nature
18. «P.Y.T.»
19. «نمی‌تونم دوستت نداشته باشم» I Just Can't Stop Loving You
20. «تریلر» Thriller

دیسک دو
1. «بد» Bad
2. «حسی که تو به من میدی» The Way You Make Me Feel
3. «مرد در آینه» Man in the Mirror
4. «دایانای کثیف» Dirty Diana
5. «قسمت دیگر من» Another Part of Me
6. «مجرم زیرک» Smooth Criminal
7. «تنهام بذار» Leave Me Alone
8. «سیاه یا سفید» Black or White
9. «زمان رو به یاد بیار» Remember the Time
10. «پشت درهای بسته» In the Closet
11. «او کیست» Who Is It
12. «دنیا را نجات بده» Heal the World
13. «آیا آنجا خواهی بود» Will You Be There
14. «تو تنها نیستی» You Are Not Alone
15. «ترانه زمین» Earth Song
16. «به ما اهمیتی نمی دن» They Don't Care About Us
17. «دنیای مرا باشکوه می کنی» You Rock My World

### نسخه ایالات متحده
دیسک یک
1. «می خواهم برگردی» I Want You Back
2. «ای بی سی» ABC
3. «عشقی که حفظ می کنی» The Love You Save
4. «باید آنجا باشم» Got to Be There
5. «راکین رابین» Rockin' Robin
6. «بن» Ben
7. «Enjoy Yourself»
8. «Blame It on the Boogie»
9. «بدنتو تکون بده (برو پایین)» Shake Your Body (Down to the Ground)
10. «تا به اندازه کافی گیرت نیومده بس نکن» Don't Stop Till You Get Enough
11. «رقص با تو» Rock With You
12. «جدا از بقیه» Off The Wall
13. «او از زندگیم بیرونه» She's Out Of My Life
14. «می تونی حسش کنی» Can You Feel It
15. «آن دختر برای من است» The Girl Is Mine
16. «بیلی جین» Billie Jean
17. «بزن به چاک» Beat It
18. «می خوای چیزی رو شروع کنی» Wanna Be Startin' Somethin'
19. «طبیعت آدم» Human Nature
20. «P.Y.T.»
21. «تریلر» Thriller

دیسک دو
1. «بد» Bad
2. «نمی‌تونم دوستت نداشته باشم» I Just Can't Stop Loving You
3. «تنهام بذار» Leave Me Alone
4. «حسی که تو به من میدی» The Way You Make Me Feel
5. «مرد در آینه» Man In The Mirror
6. «دایانای کثیف» Dirty Diana
7. «قسمت دیگر من» Another Part Of Me
8. «مجرم زیرک» Smooth Criminal
9. «سیاه یا سفید» Black Or White
10. «دنیا را نجات بده» Heal The World
11. «زمان رو به یاد بیار» Remember The Time
12. «پشت درهای بسته» In The Closet
13. «او کیست» Who Is It
14. «آیا آنجا خواهی بود» Will You Be There
15. «خطرناک» Dangerous
16. «تو تنها نیستی» You Are Not Alone
17. «دنیای مرا باشکوه می کنی» You Rock My World

### دیسک نسخه محدود
1. «Can't Get Outta The Rain»
2. «بگو بگو بگو» Say Say Say
3. «جمع بشید» Jam
4. «به ما اهمیتی نمی دن» They Don't Care About Us
5. «خون روی زمین رقص» Blood On The Dance Floor
6. «غریبه در مسکو» Stranger in Moscow
7. «پروانه ها» Butterflies